# Prochelator tupuhi
Prochelator tupuhi är en kräftdjursart som beskrevs av Saskia Brix och Bruce 2008. Prochelator tupuhi ingår i släktet Prochelator och familjen Desmosomatidae. Inga underarter finns listade i Catalogue of Life.